# Shao Ting
Shao Ting (10 de dezembro de 1989) é uma basquetebolista profissional chinesa.

## Carreira
Shao Ting integrou a Seleção Chinesa de Basquetebol Feminino na Rio 2016, terminando na décima colocação.